# Мюир, Дик
Дик Джон Мюир (англ. Dick John Muir), также известный как Дик Мюир (англ. Dick Muir), род. 20 марта 1965 года) — южноафриканский регбист, выступавший на позиции флай-хава и центра, и регбийный тренер. Главный тренер сборной России по регби с 23 декабря 2021 года по 2 июня 2022. Со 2 июня 2022 - и.о. главного тренера сборной Нидерландов.

## Игровая карьера
Уроженец Кокстада, выступал в 1987—1996 годах за команду провинции Наталь, в 1997—1998 годах играл за команду Западной провинции. Четырежды выигрывал медали Кубка Карри (1990, 1992, 1995 и 1996). Также представлял команды «Шаркс» и «Стормерз» в Супер 12. В 1993 году выступал за сборную ЮАР по регби-7 на первом чемпионате мира в Мелроузе.
В 1996 году Мюир участвовал в турне сборной ЮАР по Аргентине и Европе, проведя пять встреч и занеся две попытки (10 очков).
В 1997 году в сборной ЮАР он сыграл пять тест-матчей, проведя первую игру 8 ноября 1997 года в Болонье против Италии в рамках турне «Спрингбоков» по Европе 1997 года и занеся попытку в этой встрече; сыграл все пять тест-матчей в турне (также дважды сыграл против Франции, по разу против Англии и Шотландии), которые стали для него единственными тестовыми матчами, и набрал 10 очков.

### Тестовые матчи
| Номер | Противник | Счёт  | Позиция | Попытки | Дата           | Стадион                  |
| ----- | --------- | ----- | ------- | ------- | -------------- | ------------------------ |
| 1     | Италия    | 61:31 | Центр   | 1       | 8 ноября 1997  | Ренато Даль-Ара, Болонья |
| 2     | Франция   | 36:32 | Центр   | 1       | 15 ноября 1997 | Жерлан, Лион             |
| 3     | Франция   | 52:10 | Центр   |         | 22 ноября 1997 | Парк де Пренс, Париж     |
| 4     | Англия    | 29:11 | Центр   |         | 29 ноября 1997 | Туикенем, Лондон         |
| 5     | Шотландия | 68:10 | Центр   |         | 6 декабря 1997 | Маррифилд, Эдинбург      |

## Тренерская карьера

### Клубная карьера
В 1998—2006 годах Мюир входил в тренерский штаб клуба «Кэтс» (позднее получившем название «Лайонз»). В 2001 году руководил командой «Пайретс», выигравшей клубный чемпионат ЮАР, а в 2002—2004 годах руководил командой «Таккиз» при университете Претории, выиграв с ней дважды клубный чемпионат ЮАР. В 2005—2007 годах — тренер клуба «Шаркс», с которым в сезоне 2007 выиграл регулярный сезон Супер 12 и дошёл до финала розыгрыша, проиграв 19:20 «Буллз».
В 2008—2011 годах Мюир был помощником главного тренера сборной ЮАР Петера де Вильерса, которая в 2009 году выиграла серию против «Британских и ирландских львов» и Кубок трёх наций. В том же году был тренером второй сборной ЮАР (Emerging Springboks). В 2010 году назначен главным тренером «Лайонз»: на пост претендовали Алистер Кутзее и Хейнеке Мейер.
В 2011—2017 годах работал в международной регбийной академии Investec, занимаясь подготовкой профессиональных игроков и тренеров: по его словам, идея академии родилась в 2007 году во время подготовки к матчам «Шаркс» в Новой Зеландии. В 2017 году стал тренером-консультантом «Шаркс». 

### Карьера в сборных
С 23 декабря 2021 года Дик Мюир — главный тренер сборной России. Первый матч по руководством специалиста сборная сыграла 5 февраля 2022 года в Бухаресте против сборной Румынии. Матч закончился со счетом 34:25 в пользу хозяев. Позже контракт Мюира со сборной России был разорван. 2 июня 2022 года был назначен и.о. главного тренера сборной Нидерландов.